# Heinrich Barkhausen

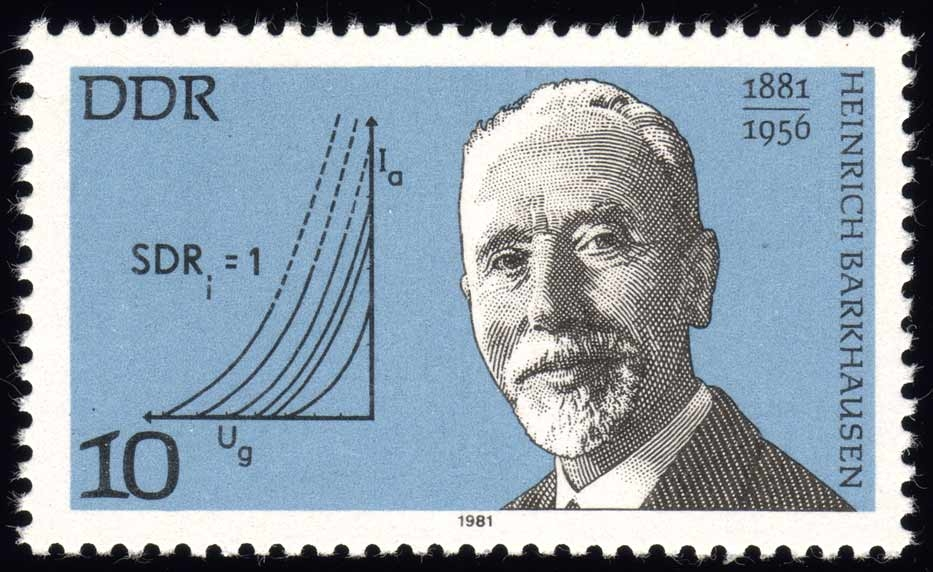
Znaczek pocztowy z jego wizerunkiem

Heinrich Georg Barkhausen (ur. 2 grudnia 1881 w Bremie, zm. 20 lutego 1956 w Dreźnie) – niemiecki fizyk i elektrotechnik. Autor prac głównie z zakresu magnetyzmu oraz radiotechniki. Jako pierwszy opisał zjawisko Barkhausena. Był profesorem Uniwersytetu Technicznego w Dreźnie. Od jego nazwiska utworzono nazwę bark.